# Dovlecel

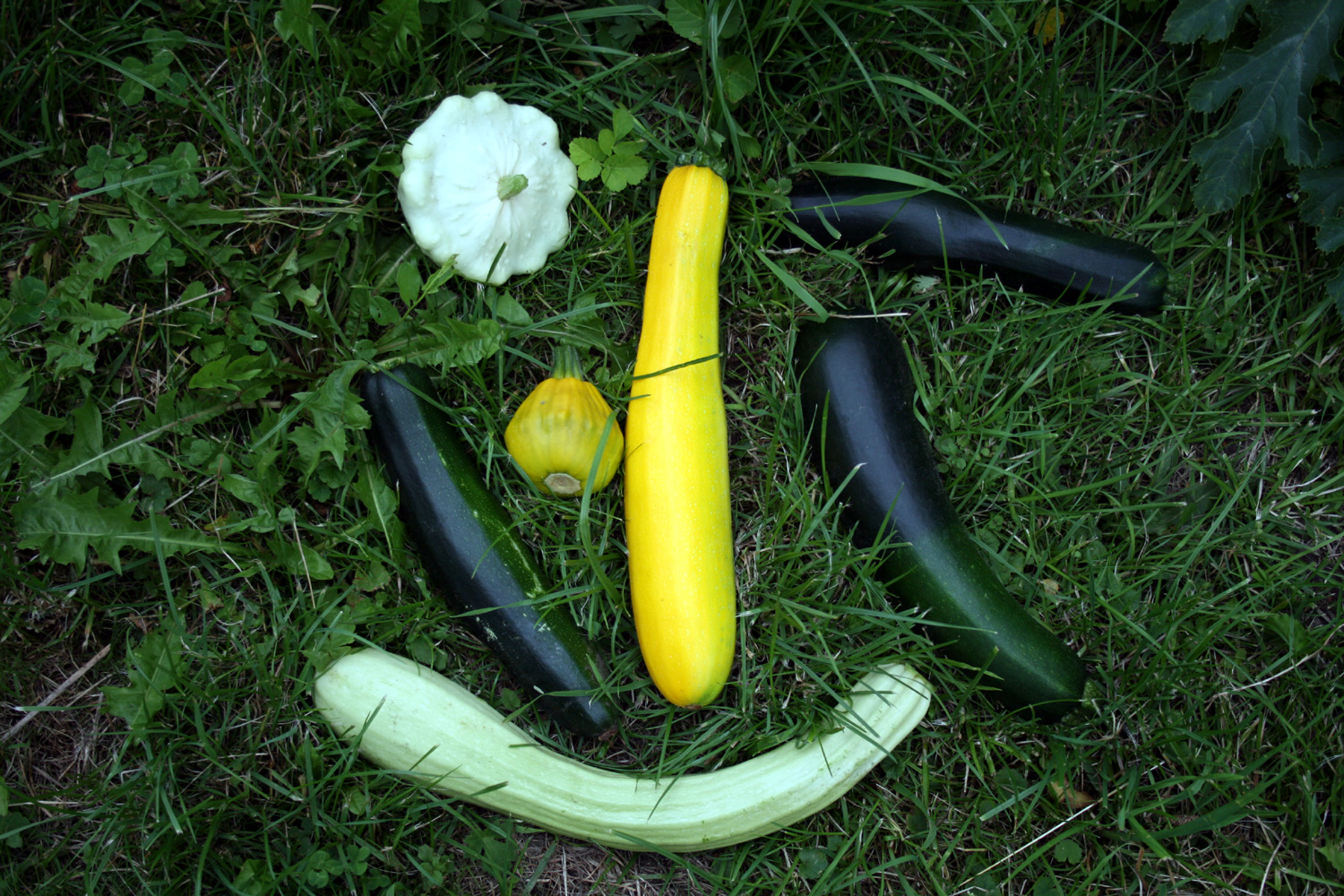
Diferite varietăţi de dovlecei

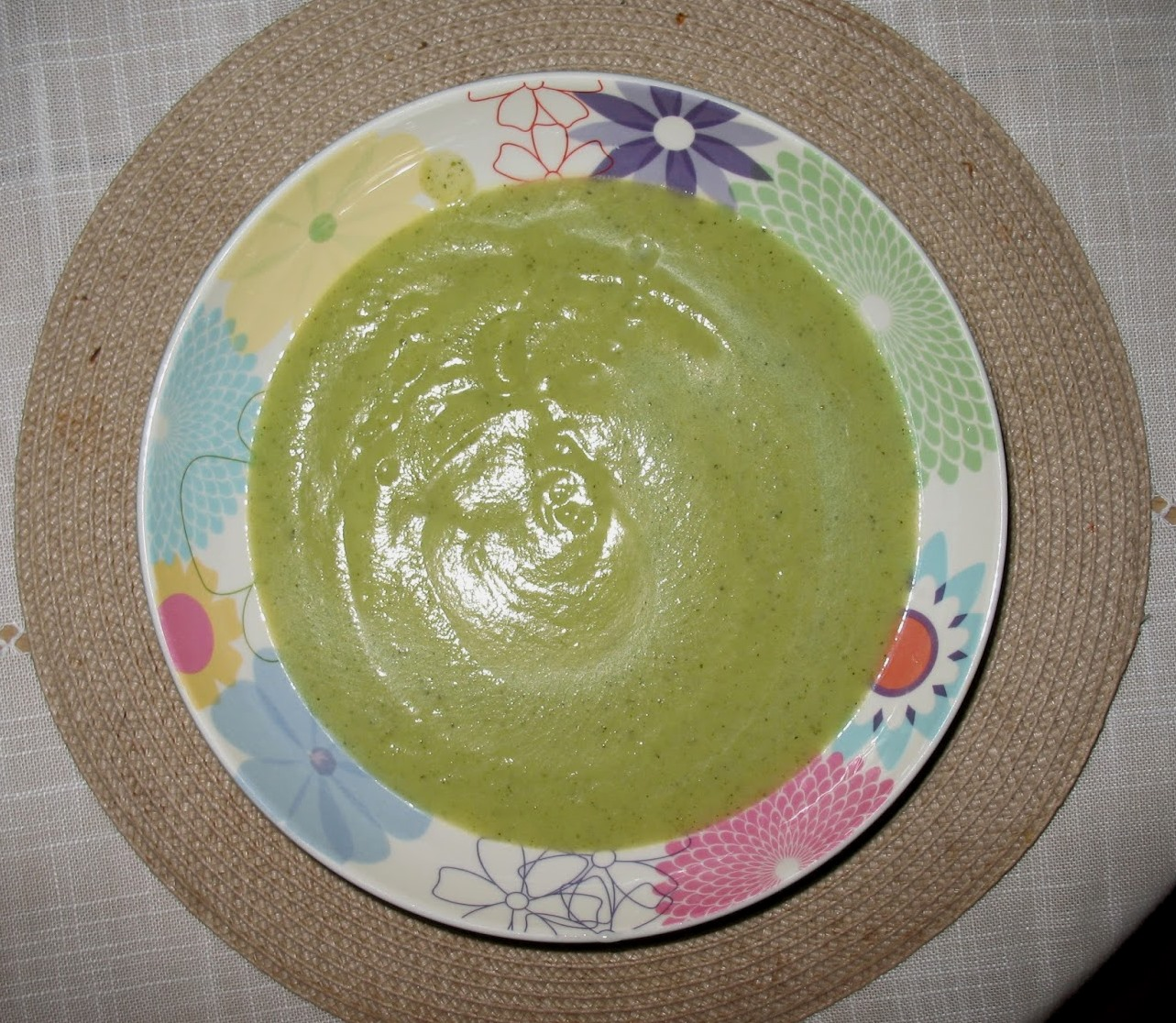
Supă de dovlecei

Dovlecelul, științific denumit cucurbita pepo, este o plantă erbacee anuală din familia cucurbitaceelor. În Moldova leguma este denumită dovleac iar Cucurbita maxima (dovleacul) este denumit bostan. Planta este originară din America, dar în prezent este sădită pe tot globul pentru fructul folosit în alimentație. 
Cucurbita pepo este o plantă agățătoare al cărei rug poate ajunge la o lungime de 10 metri cu tulpina striată și noduroasă cu frunze mari lobate, pufoase și cordate. Florile sunt unisexuale de culoare galbenă iar caliciul este unit cu corola.
Fructele sunt lunguiețe și variază mult în funcție de varietate. Coaja dovleceilor poate prezenta mai multe culori dar de obicei are tonuri de la alb-verzui la verde închis. Curcubita pepo hibridizează ușor cu alte cucurbitacee. 
Dovlecelul este bogat în apă, cca 93%, potasiu, vitamina C și β-caroten. 